# Burumendi
Burumendi es una playa situada en el municipio guipuzcoano de Motrico, País Vasco (España).
A esta playa se puede acceder por una escalera de piedra realizada por la Dirección General de Costas en el año 1990.
En esta playa se practica el nudismo.